# Vaszary János Általános Iskola és Logopédiai Intézet
A tatai Vaszary János János Általános Iskola két tagiskolával, a Jázmin Utcai Általános Iskolával, a Tardosi Fekete Lajos Általános Iskolával és egy pedagógiai szakszolgálattal, a Logopédiai Intézettel Tata és Komárom-Esztergom vármegye legnagyobb általános iskolája.

## Az épület
Az épület műemlékvédelem alatt áll.
Az Országgyűlés tér, Agostyáni utca, Somogyi Béla utca által határolt telkeken, zártsorú beépítésben álló, különböző építési idejű, egyemeletes, U alaprajzú épületegyüttes. Legkorábbi része az Agostyáni utca 4. alatt álló egykori kaszárnya, téglalap alaprajzú, egyemeletes, nyeregtetős épület. Udvari homlokzatának földszintjét félköríves árkádok alkotják, homlokzatának középtengelyében, a nyolcszög három oldalával záródó lépcsőházi rizalit található. Kéttraktusos és oldalfolyosós elrendezésű, egy helyiség csehsüvegboltozatú, a többi tér részben poroszsüveggel, részben síkmennyezettel fedett. Épült a 18. század végén. Ehhez csatlakozik az U alaprajzú 1904-ben épült, egyemeletes, nyeregtetős iskola, amely lépcsős oromzatokkal lezárt oldal- és középrizalitokkal tagolt.
A Somogyi Béla utcai épületrészből átjáró vezet az új szárnyba, amely 1996-ban épült, és tornaterem is található benne.

## Története

### Az iskola elődei
Az 1870-es években az Esterházy tér (ma Országgyűlés tér) földszintes épületében működött a hat évfolyamos Állami Elemi Iskola.
A 19-20. század fordulóján a leánygyermekek oktatására, nevelésére létrehoztak egy intézményt. A Polgári Leányiskola 1903-ban nyílt meg Trojkó György Uri utcai házában. (ma Rákóczi utca)
A földszintes Tóvárosi épület lebontásával és új épület felépítésével teremtették meg az ideális körülményeket az oktatáshoz. Itt az 1905-1906-os tanévben kezdődött meg a tanítás.

### A világháborúk idején
Az első világháború idején a tantermek egy része katonai kórházként funkcionált. Emléktábla tudósít arról, hogy „az iskolában Erdészeti Szakiskola működött 1919 és 1924 között, melyet Temesvár-Vadászerdőn alapítottak 1885-ben.” A háború után nagy hangsúlyt fektettek a hazafias nevelésre, a kultúra felvirágoztatására. Rendkívüli tárgyként bevezették a gyorsírást is a hittan, testnevelés, rajz stb. tárgyak mellett.
A második világháborúban is fiatal katonák szálláshelyéül szolgált az intézmény. Az orosz hadsereg hadikórháznak rendezte be az iskolát. 1945. január 11-én az épületre öt bomba esett, amely megrongálta az intézményt.

### Államosítás
1948-ban államosították az iskolát, 1961-ig 2. Sz. Általános Iskola volt a neve. 1961-ben felvette Vaszary János híres festőművész nevét, aki gyakran tartózkodott tatai villájában. A festő portrészobrát Szabó Tamás szobrászművész alkotta, amelyet 1993-ban avattak fel az épület előcsarnokában.

## Oktatás
Az iskolában évfolyamonként hat osztályban oktatják, nevelik a gyermekeket. Alsó tagozaton a Vaszaryban három-három, a Jázmin Utcai Tagintézményben két-két osztály, míg felső tagozaton a Vaszaryban öt-öt osztály működik valamennyi évfolyamon. Az iskola évfolyamonkénti hatodik osztálya a tardosi tagintézményben található, ahol szlovák nemzetiségi képzés folyik.
A felső tagozat hagyományait követően emelt szintű matematika osztály 2011 szeptemberétől már első évfolyamon is indult. A 2012/2013-as tanévtől már első osztályosok is ismerkedhetnek játékos formában, az angol nyelvvel.
A 2012 szeptemberétől felmenő rendszerben bevezetett mindennapos testnevelés megvalósítására az iskola együttműködési megállapodást kötött a TAC (kézilabda), a TSE (kosárlabda) egyesületekkel, a Klapka Focisulival (labdarúgás), valamint a Kenderke Alapfokú Művészeti iskolával (néptánc). A szülői igényeknek megfelelően 2013 szeptemberétől a hitoktatás keretében öt egyház hitoktatója vezet foglalkozásokat az iskolákban.  
2009 októberétől az iskolában "Tehetségpont" működik, amelynek tevékenységével a városi és város környéki tehetségígéretek felismerését, tehetségük kibontakoztatását kívánják segíteni egy országos hálózat részeként. A Tehetségpont hálózat tagjává azzal válhatott az iskola, hogy több évtizedes hagyományokkal a tatai és a kistérségi matematikai tehetséggondozás központja. Az iskolában nagy hangsúlyt fektetnek a mérés-értékelés alkalmazására, az egyéni és a csoportos tehetség-fejlesztésre.

## Az iskola igazgatói
Tölgyesi József tanár húsz esztendőn át töltötte be a Vaszary János Általános Iskola és Logopédiai Intézet igazgató tisztét. 2009-ben úgy döntött, nem vezeti tovább az intézményt, ám marad az iskolában, tanácsaival segíti utódját. Az önkormányzati testület nyilvánosan is köszönetét tolmácsolta az elkötelezett pedagógusnak. Michl József tatai polgármester címzetes igazgatói címet javasolt Tölgyesi József részére, munkája elismeréséül.